# Gunnar Larsson (sciatore 1944)
Ål Lars Gunnar Larsson, detto Hulån (1º luglio 1944), è un ex fondista svedese.

## Palmarès

### Olimpiadi invernali
- Argento a Grenoble 1968 nella staffetta 4x10 km.
- Bronzo a Grenoble 1968 nei 15 km.